# 광양경찰서
광양경찰서(光陽警察署, Gwangyang Police Station)는 전라남도경찰청이 관할하는 경찰서 중 하나이다. 전라남도 광양시 광양읍 제철로 16-16(목성리 1035-10)에 위치하고 있다.
서장은 총경으로 보한다.

## 기본 정보
- 주소: 전라남도 광양시 광양읍 제철로 16-16(목성리 1035-10)
- 우편번호: 545-803

## 관할 파출소 및 지구대
광양경찰서는 2개의 지구대와 6개의 파출소를 산하에 두고 있다.
| 명칭       | 사진 | 주소              | 관할구역       | 치안센터     |
| ---------- | ---- | ----------------- | -------------- | ------------ |
| 중마지구대 |      | 중동 시청로 22    |                |              |
| 읍내지구대 |      | 광양읍 백운로 10  | 광양읍, 봉강면 | 봉강치안센터 |
| 광영파출소 |      | 금영로 127        |                |              |
| 태금파출소 |      | 담안길 87         | 진월면         | 진월치안센터 |
| 옥곡파출소 |      | 옥곡면 옥진로 658 | 옥곡면         |              |
| 진상파출소 |      | 진상면 신시길 219 | 진상면, 다압면 | 다압치안센터 |
| 골약파출소 |      | 성황길 51         |                |              |
| 옥룡파출소 |      | 옥룡면 신재로 620 | 옥룡면         |              |

## 같이 보기
- 전라남도지방경찰청